# Cestrum nocturnum
Espèce
Classification APG III (2009)
Cestrum nocturnum, appelé courammment jasmin de nuit, galant de nuit, cestreau nocturne, dame de nuit, reine de nuit ou jasmin bâtard, est une espèce de solanacées du genre Cestrum, originaire des Antilles et d'Amérique centrale. Cette plante arbustive est abondamment cultivée dans les régions subtropicales pour le parfum très intense de ses fleurs, qui ne s'ouvrent que durant la nuit.

## Description

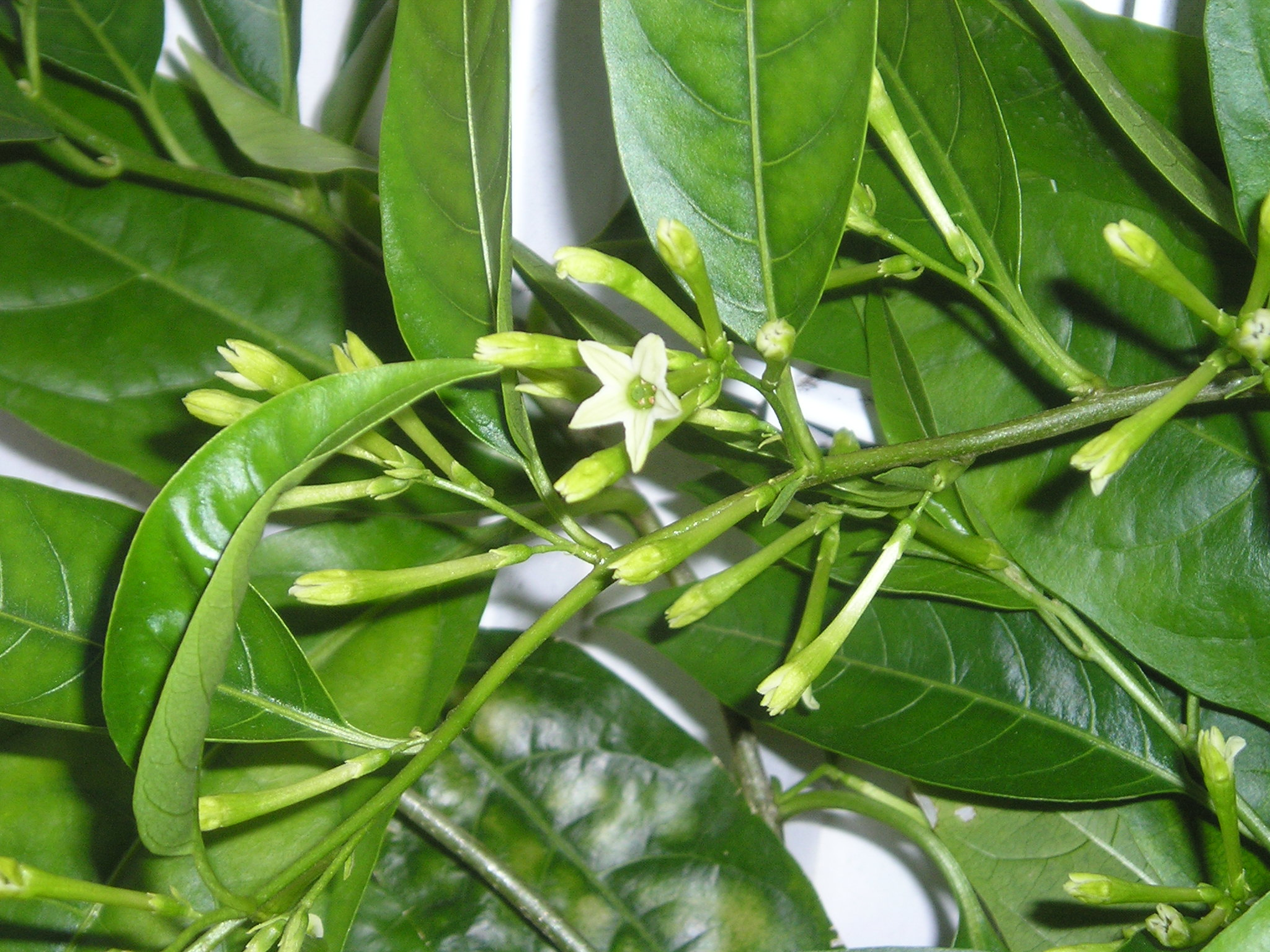
Feuillage et fleurs de jasmin de nuit photographiés au matin : les fleurs sont déjà refermées pour la plupart, sauf une sur ce cliché.

C'est un arbuste ligneux à feuilles persistantes pouvant atteindre environ 4 mètres de haut. Ses feuilles sont simples, lancéolées de 6 à 20 cm de long et de 2 à 4,5 cm de large, lisses et luisantes; leur limbe est à bord uni. Les fleurs sont vert pâle à blanches et se composent d'une corolle fine et allongée de 2 à 2.5 cm de long, terminée en 5 lobes à bouts pointus leur diamètre étant d'environ 10 à 13 mm lorsqu'ils sont ouverts, durant la nuit. Les fleurs sont produites en inflorescences cymeuses et sont fortement parfumées. Elles répandent leur parfum durant la nuit uniquement. Le fruit est une baie blanche toxique. Il existe une variété de C. nocturnum à fleurs jaunes.

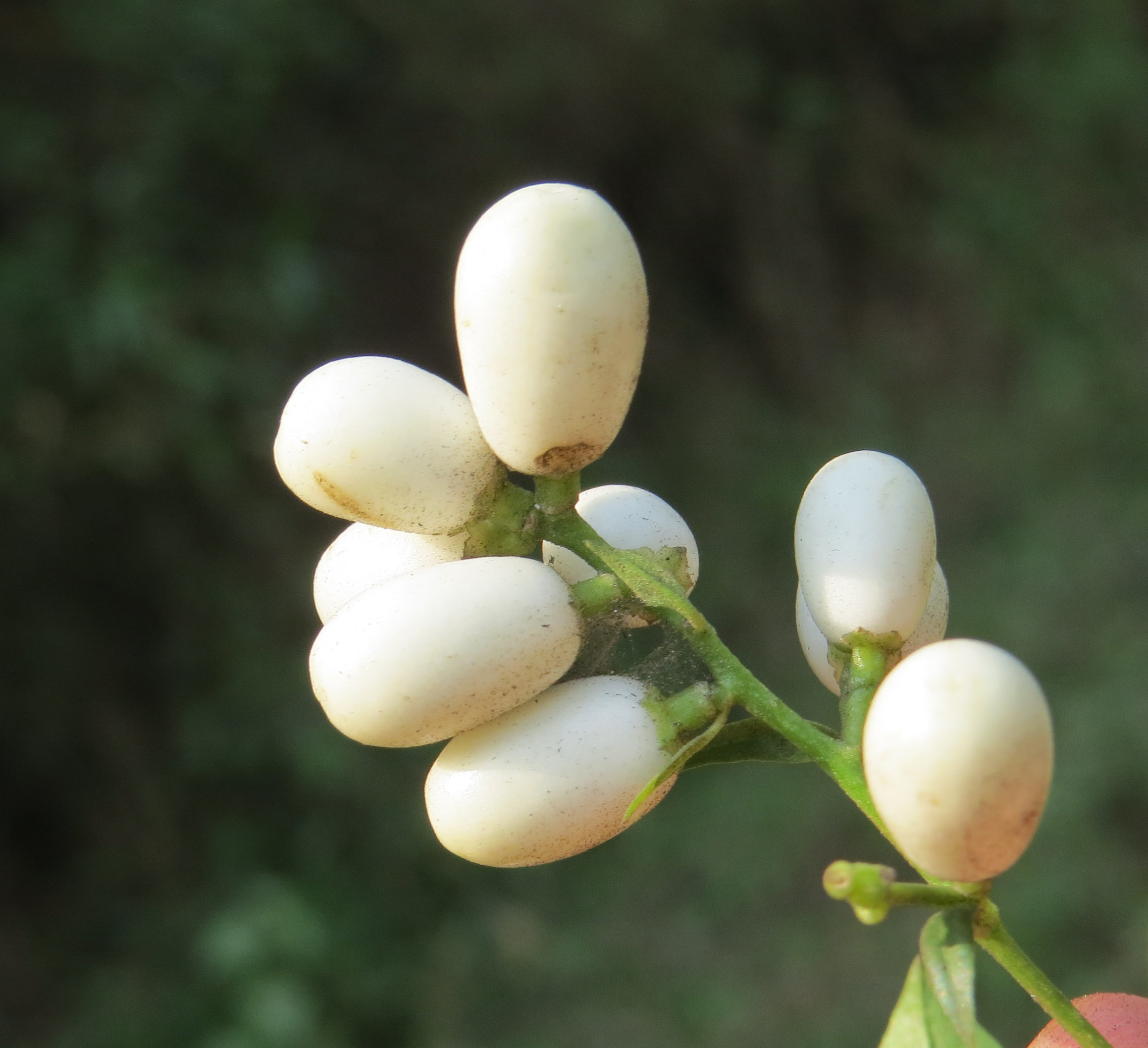

## Distribution
Elles s'est largement naturalisée dans les régions tropicales et subtropicales du monde entier, notamment en Australie, en Chine méridionale, au sud des États-Unis.

## Noms vernaculaires
Cestrum nocturnum est connu, à travers le monde, sous de nombreux noms vernaculaires : 
- Dans le monde francophone : jasmin de nuit, galant de nuit, cestreau nocturne, dame de nuit, reine de nuit, jasmin bâtard(île de La Réunion)
- Dans le [monde anglo-saxon :  Night-blooming Cestrum, Lady of the Night, Queen of the Night, Night-blooming jessamine
- en espagnol : Galán de noche (galant de nuit), par opposition au Cestrum diurnum (galant de jour), Dama de noche, Huele de noche, Cestro, Zorrillo, Caballero de la noche, Jazmín de noche, Don Diego de noche.
- en Inde : Raat ki Rani (reine de nuit) en ourdou et en hindi.
- au Maghreb: Misk-al lail (musc de nuit) en arabe.

## Utilisations

### Précautions
Toutes les parties de la plante sont hautement toxiques. Elle est classée dans certains pays comme plante envahissante.

### Culture
Le jasmin de nuit se cultive de préférence sur un sol humide, léger et sablonneux à pH neutre compris entre 6.6 et 7.5. La plante est rustique jusqu'à la zone de rusticité 8. Une fois installée elle est difficile à éradiquer.

### Galerie photographique

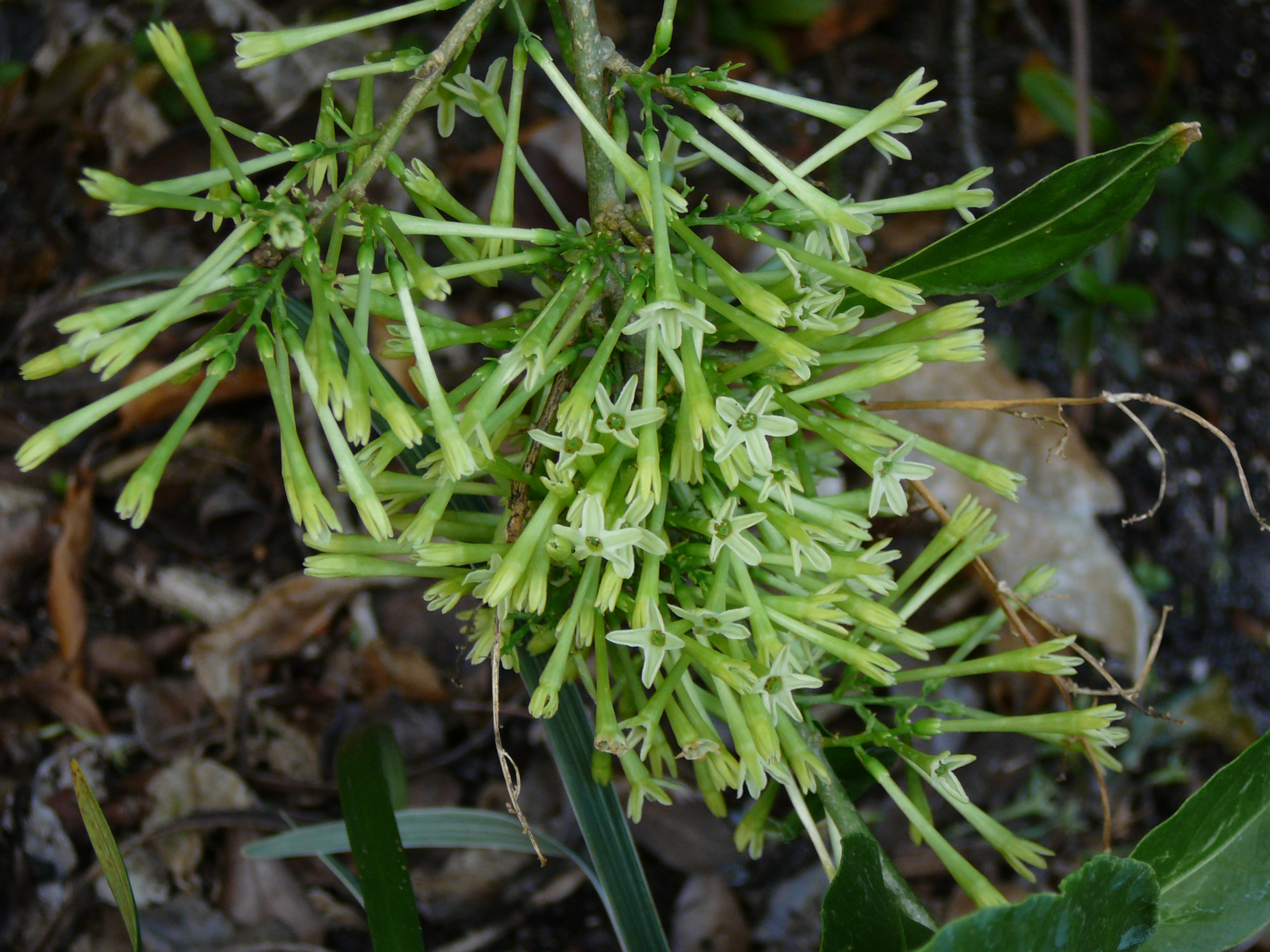
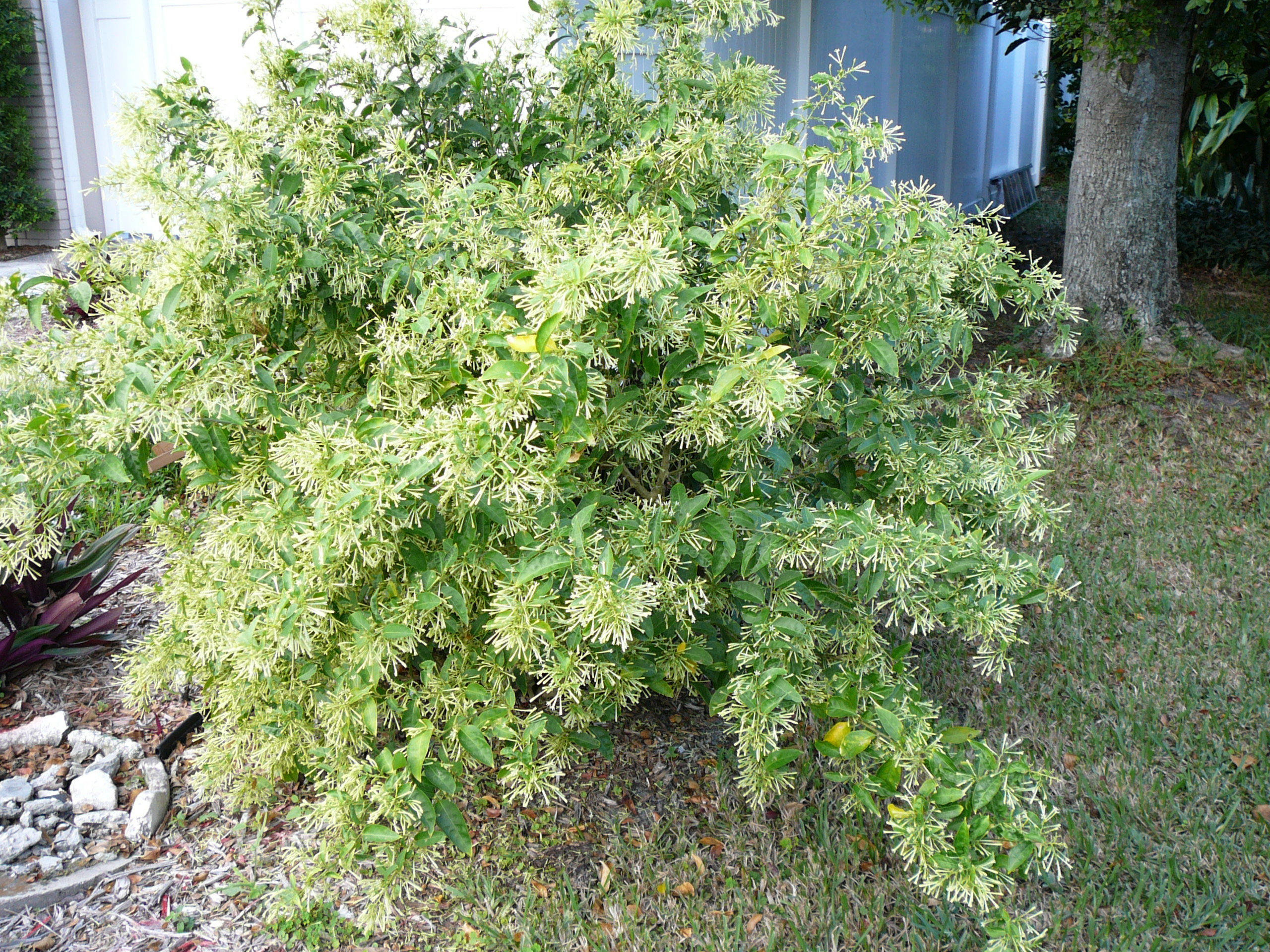
undefined

1. ↑  IPNI. International Plant Names Index. Published on the Internet http://www.ipni.org, The Royal Botanic Gardens, Kew, Harvard University Herbaria & Libraries and Australian National Botanic Gardens., consulté le 12 juillet 2020.